# شكري اللحفي
الشيخ العلَّامة شكْري بن أحْمَد بن علي اَلَّلحْفِي والمعرُوف اختصارًا بإسم شكْري اَلَّلحْفي (شوَّال أو ذو القعدة 1338 - 20 ربيع الأوَّل 1434 هـ / يوليو 1920 - 2 فبراير 2015 م) مُسلم صُوفيّ زاهِد، وشاعر، وخَطَّاطًا من قُرَّاء الشَّام، وشيخ الطَّريقة الشاذِليَّة.

## نشأته

### نسبه
هو شكْري بن أحْمَد بن عَلي بن أحمد لَحْفي الَحنَفي، يعود أصل أسرته من والده إلى كِلّس من نواحي حلب (تقع في تركيا حاليًا)، أما والدتُه فهي من آل الجزائري من دِمَشْق.

### طفولته
وُلد الشيخ شكري في حيّ شعبي في باب سريجة في منطقة القنوات من العاصمة دمشق، ونشأ تحت رعاية والديه، لأسرة متوسطة الحال، وكان والده يعمل حذّاءً، ويتكلم بالحكمة، وكان متسامحاً لأبعد حد كما يُروى، وكانت والدته سيَّدة فاضلة.

## تعليمه
نال الابتدائية في مدرسة التطبيقات والحبال، في حيّ القيمرية، ولم يكُن في هذه الأثناء همَّهُ اللعب أو اللهو في الشوارع، فقد كان يُشغل نفسه في تِلاوة القُرآن الكريم ومُطالعة دُروسه، ثم الإعدادية عام 1944، من خلال دراسة حُرَّة وبينهما سنة واحدة، ثم نال الثانوية بعد أربع سنوات، بدأ حفظ القرآن الكريم وهو في سن التاسعة، انتسب إلى حلقات العلوم الدينية تحت إشراف عدد من العلماء ثم درس في الكلية الشرعية التي أسسها الشيخ تاج الدين الحسني لمدة ثلاث سنوات، وقد تعلَّم الفارسية وتمكَّن منها، عمل منذ صغره في تصليح الأحذية ليكسب لُقمة عيشه التي كانت تُعينُه على السَّفَر وطلب العلم، ثم عمل مع أخيه في محل بيع الصُّوف لمدة وجيزة.

## شيوخه
من مشايخ الشيخ شكري:
- الشيخ المقرئ يوسف أبو ديل، حيث قرأ عليه القراءات العشر من طريق الشاطبية، والدرة، وأجازه بذلك، وهي عن الشيخ المقرئ أبي الحسن الكردي.
- الشيخ المقرئ كريَّمْ راجِح وقد أجازُه بالقراءات العشر من طريق الشاطبية والدرة.
- الشيخ عز الدين العرقسوسي، حيث حفظ مِنهُ القرآن الكريم وأجازه برواية حفص عن عاصم.
- الشيخ أبو الخير الميداني، الذي قرأ عليه الأربعين النوويَّة وحضر دروسه العامة.
- الشيخ محمود بعيون الرنكوسي، قرأ عليه الفقه واللغة العربية.
- الشيخ عبد الرحمن الشاغوري، شيخ الطريقة الشاذليَّة، وقرأ عليه التوحيد.
- الشيخ عبد الحميد كيوان، قرأ عليه الفقه الحنفي.
- الشيخ محمد الهاشمي قرأ عليه في التَّصَوُّف والشيخ لطفي الفيومي.

## سيرته العملية
عمل مدرسًا في المدارس الابتدائية في حلب، ودرعا، ودمشق، وفي مدارس شتى، حتى أصبح مدير مدرسة في أشرفية الوادي لمدة عامين، ثم عمل في مديرية التربية على عدد من المديريات.
وقد نظم دورات في الحفظ لعدد كبير من المعلمين والمعلمات، واستفادوا من خبرته وإجادته للخَط العربيّ فقد أتقنها من خلال التعلُّم على يد ثلاثة من مشايخ الخطاطين وهم:ممدوح الشريف، ومحمد بدوي الديراني،و حلمي حباب.
عُرض عليه تولّي منصب مدير معهد القراءات ورفض كرامةً لشيخه، وعُرض عليه أن يكون مُشرف خطّ في مدينة مَراكِش، فاعتذر لكي لا يبتعد عن أهله وولدِه، أجمع مشايخ الطريقة الشَّاذِليَّة عليه أن يتولَّى منصب قيادتهم، فلم يُوافق بدايةً، حتى لا يكون مجال للتفاخر والمراءات، ثم وافق بعد فترة من إلحاح المشايخ عليه.

## مؤلفاته
من مُؤلفات الشيخ شكري:
- تحفة العصر في علم القراءات العشر الصغرى والكبرى و القراءات الأربع الشاذة.[5]
- المروج الخضر في براعم الشعر (كتاب في شعره).[5]

## حياته الشخصية
تزوَّج الشيخ شكري سيَّدة من عائلة الحَسَني وأنجبت لهُ أربعة أولاد، كما حجَّ مرةً واحدة.

### أخلاقه
كان شيخًا مُحبَّبًا، بهيّ الطَّلعة، وسيم الخلقة، طيّب الرَّائحة، دائم التبسُّم، ذو عينين زرقاوين، لا ينتقص قدر أحد، يسأل الناس عن أحوالهم، لم يكُن أحد يُريد تقبيل يداه إلا بادر قبل الناس، وكان يخدم نفسهُ بنفسه.
عُرف الشيخ بالصلاح والتَّقوى والزُّهد والتواضع، وكان يُقلل من الدنيا ويبتعد عن الأضواء والمظاهر، ومما ذكر عن زهده أنه إبّان التكريم الذي أقامته وزارة الأوقاف السورية لشيوخ قراء دمشق في 14 صفر 1427 الموافق لــ 13 آذار 2006 تصدّق بالجائزة كاملة والتي كانت قيمتها نصف مليون ليرة سورية.

## وفاته
تُوفي الشيخ شكري اللحفي في 20 ربيع الأول 1434 هـ / 2 فبراير 2015 م، في فترة الحرب الأهليَّة السوريَّة، عن عُمرٍ يُناهز 95 عامًا.